# Leopold V d'Habsburg
Leopold V d'Habsburg arxiduc d'Alta Àustria (Graz, 9 d'octubre de 1586 - 13 de setembre de 1632 a Schwaz, Tirol) fou un arxiduc austríac fill de Carles II d'Habsburg arxiduc d'Àustria Interior i germà petit de l'emperador Ferran II, III d'Àustria (Interior).
Va ser investit com a bisbe el 1598, quan era petit, tot i que no havia estat ordenat sacerdot i es va convertir en bisbe de Passau i bisbe d'Estrasburg el 1607, càrrec que va ocupar fins a 1626. De 1609 en endavant va combatre amb els seus mercenaris a la guerra de successió de Jülich contra Maximilià III, arxiduc d'Àustria Anterior al Tirol, i el 1611 va combatre a l'emperador Rodolf II, a Bohèmia. El 1614, va finançar la construcció de l'església dels Jesuïtes de Molsheim, dins de la qual el seu escut d'armes és ja un lloc prominent.

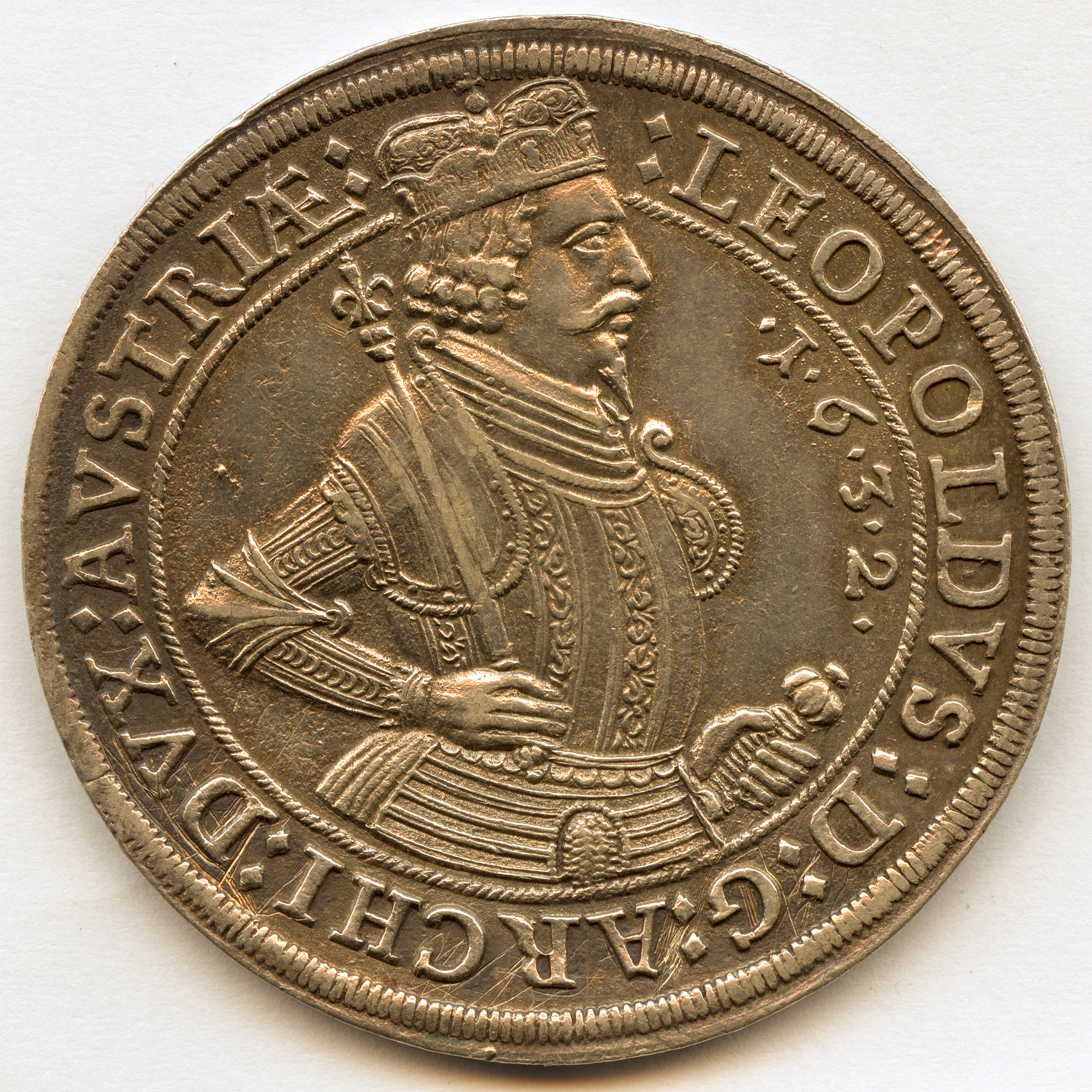
Tàler de Leopold, 1632.

El 1619, després de la mort del seu parent i antic rival Maximilià III, es va convertir en governador de l'herència d'aquest: l'Àustria Anterior i Tirol, on va aconseguir la posició d'un sobirà, és a dir arxiduc per concessió del seu germà l'emperador Ferran II que el 1623 li va donar l'Alta Àustria amb Tirol i l'Àustria Anterior i que va governar com a arxiduc de 1623 a 1632. Va construir la Casa de Costums i l'Església dels Jesuïtes a Innsbruck. Va lluitar per la Valtellina i va defensar Tirol contra els suecs el 1632.
Fou el pare de l'arxiduc Ferran Carles d'Habsburg, arxiduc d'Alta Àustria (Àustria Anterior i Tirol) que el va succeir 

## Matrimoni i fills
Es va casar amb Clàudia de Mèdici, i va tenir cinc fills:
- Maria Elionor 1627–1629
- Ferran Carles d'Habsburg (1628–1662); casat amb Anna de Mèdici (1616–1676)
- Isabel Clara 1629–1685 casada amb el duc Carles III de Màntua
- Maria Leopoldina (1632–1649) casada amb l'emperador Ferran III
- Segimon Francesc d'Habsburg (1630-1665)